# Seks przez telefon
Seks przez telefon – rodzaj zachowania seksualnego, polegającego na wspomaganiu masturbacji rozmową telefoniczną z osobą, która również masturbuje się podczas takiej rozmowy lub też deklaruje, że to robi. Stan podniecenia jest wzmacniany poprzez bodźce słuchowe – odgłosy sugerujące masturbację, opisy podejmowanych przez rozmówcę czynności seksualnych itp.
Inną odmianą seksu telefonicznego jest seks sms-owy, gdzie mamy do czynienia wyłącznie z przekazem słownym, co czyni ten rodzaj zachowania podobnym do cyberseksu.
Seks telefoniczny występuje w zastępstwie stosunków płciowych lub jako ich uzupełnienie. Odbywa się między uczestnikami takiej rozmowy za ich zgodą lub jest oferowany przez liczne firmy komercyjne jako płatna usługa.